# Yale Daily News
Die Yale Daily News (auch YDN oder Yale News genannt) ist die älteste Studentenzeitung der USA. Sie erscheint seit dem 28. Januar 1878 und wird von Studenten der Yale University in New Haven (Connecticut) herausgegeben. Sie berichtet über die Universität und die Stadt New Haven.

## Erscheinungsweise
Die Zeitung erscheint während des Studienjahres täglich von Montag bis Freitag; montags mit einer ausführlichen Sportbeilage, freitags mit einer eigenen Lage Szene zu den Themen Leben und Kunst. Dazu gibt  die Yale Daily News Publishing Company das Yale Daily News Magazine sowie Sonderausgaben vor dem letzten Heimspiel der Football-Saison und dem ersten Heimspiel der Ivy League im Basketball heraus. Weitere Printprodukte des Verlages sind die Zeitschrift The Politic und der Studienführer Yale Daily News Insiders Guide.

## Redaktion
Redakteure und Reporter sind meist Studenten im 1. oder 2. Studienjahr. Zu den Mitarbeitern gehörten Joseph Lieberman, William F. Buckley, Jr., Potter Stewart, Strobe Talbott, Henry Luce oder Briton Hadden.

## Vertrieb
Bis 1994 waren die Yale Daily News eine Abonnementszeitung, die für 40 Dollar pro Jahr per Post zugestellt wurde. Seither wird die Zeitung kostenlos verteilt.